# The Devil in the Belfry
The Devil in the Belfry (Nederlands: de duivel in de kerktoren) is een kort satirisch verhaal van de Amerikaanse schrijver Edgar Allan Poe uit 1839. Het zou gaan om Nederlandse kolonisten die hun eigen gebruiken en cultuur in de Verenigde Staten hadden meegenomen. Zoals zoveel niet-Nederlanders verwarde Poe het Nederlands vaak met het Duits.

## Verhaal
Een degelijke stad Vondervotteimittiss bestaat uit eenvoudige mensen die een degelijk en ietwat saai leven leiden. Behalve hun kolen, zijn ze vooral trots op hun grote staande uurwerken. De kerktoren wordt bewaakt door een klokkenluider. Voor deze mensen was er geen eervoller taak te bedenken. Tot op een zekere dag een gemeen duiveltje de kerktoren inbreekt, de klokkenluider uitschakelt en vervolgens de tijd in de war brengt door voortdurend de klokken te luiden. 